# Northern Lighthouse Board

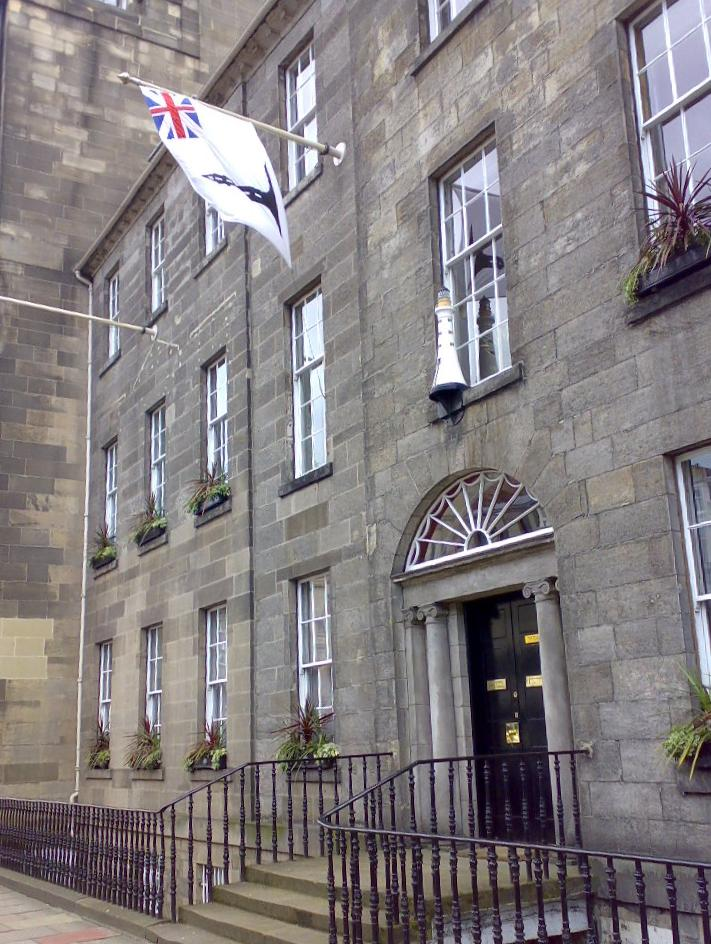
Das Hauptquartier des Northern Lighthouse Board in der George Street, Edinburgh. Das Namensschild an der Tür zeigt den traditionellen Namen Commissioners of Northern Lights

Die Behörde Northern Lighthouse Board (NLB) (deutsch Nördliche Leuchtturmdirektion) ist eine öffentliche Körperschaft (non-departmental public body). Sie ist zuständig für die Leuchttürme und anderen navigatorischen Hilfsmittel (Fahrwassertonnen, Baken, GPS-Stationen), um eine sichere Navigation im Küstengebiet von Schottland und der Isle of Man zu gewährleisten. Das Hauptquartier und der Behördensitz des NLB liegt im Zentrum von Edinburgh in der George Street, einem Gebäude im georgianischen Baustil. Das NLB betreut eine Gesamtfläche von 77.700 km² und 790 Inseln.

## Geschichte
Das NLB wurde im Jahr 1786 durch einen Parlamentsbeschluss als Commissioners of Northern Light Houses gegründet, um die Konstruktion, den Bau und Betrieb der vier schottischen Leuchttürme Kinnaird Head, North Ronaldsay, Scalpay und Mull of Kintyre zu überwachen.
Der begabteste Ingenieur unter den Kontrolleuren war Robert Stevenson, dessen drei Söhne David Stevenson, Alan Stevenson und Thomas Stevenson ihrem Vater im selben Beruf nachfolgten. Die Stevenson-Familie stellte die Mehrheit der Mitarbeiter von NLB bei einigen herausragenden Projekten. Ihre Leuchtturm-Konstruktionen waren Meisterwerke ihrer Zeit, insbesondere Bell Rock, Skerryvore und Muckle Flugga.
Zwischen 1876 und 2005 unterhielt das NLB neben Leuchttürmen Nebelhörner zur Warnung der Schiffe bei Nebel. Als letztes Horn konnte man das Typhon beim Leuchtturm von Skerryvore am 4. Oktober 2005 hören.

## Einbeziehung Isle of Man

### Geschichte
Bis 1815 war für die Isle of Man weder die englische Leuchtfeuerverwaltung Trinity House noch die schottische Behörde der Commissioners of Northern Lighthouses zuständig. Die Commissioners entschieden, zwei Leuchttürme auf der Insel zu bauen. Die dazu notwendige Grundlage wurde durch einen Gesetzesbeschluss im gleichen Jahr geschaffen. Im Jahr 1854 wurde dem NLB die Befugnis zum Bau von Leuchttürmen auf der Isle of Man dauerhaft übertragen.
1972 übertrug man, in Anlehnung auf den United Kingdom Merchant Shipping Act von 1896, das Nominierungsrecht des Vizegouverneurs der Isle of Man für eine Person im Vorstand des NLB, welche durch das Innenministerium bestätigt werden muss.

### Heutige Situation
Das Northern Lighthouse Board ist zuständig für sieben Leuchttürme auf der Isle of Man vom Point of Ayre and the Winkie im Norden bis zum tückischen Chicken Rock außerhalb von Calf of Man im Süden. Der letzte Turm, der automatisiert wurde, war das Langness Lighthouse im Jahr 1996. Die Leuchttonnen der Isle of Man werden jedes Jahr vom Tonnenleger NLV Pharos überprüft und gewartet.

## Tätigkeiten
Die Behörde wird von ihrem Sitz in Edinburgh geleitet. Hier hat die Verwaltung ihren Sitz. Die technischen Tätigkeiten werden von den Stützpunkten in Oban (Argyll and Bute) aus erledigt. Hier befinden sich alle Werkstätten und Anlagen für den Bau und den Unterhalt der Schifffahrtszeichen (Fahrwassertonnen und Baken). Die Schiffe des Northern Lighthouse Board haben hier ihren Liegeplatz. Das Depot in Oban wurde erst vor kurzem modernisiert.
Gemäß den Bestimmungen des Scotland Act 1998 ist die NLB keine dezentralisierte Behörde. Sie ist Behörde des Vereinigten Königreichs und dem Verkehrsministerium unterstellt. In der praktischen Umsetzung arbeitet man in der NLB in enger Kooperation mit der Schottischen Regierung und der Regierung der Isle of Man zusammen. Sie wird vom Verkehrsministerium des Vereinigten Königreiches finanziert.

## Vermögen

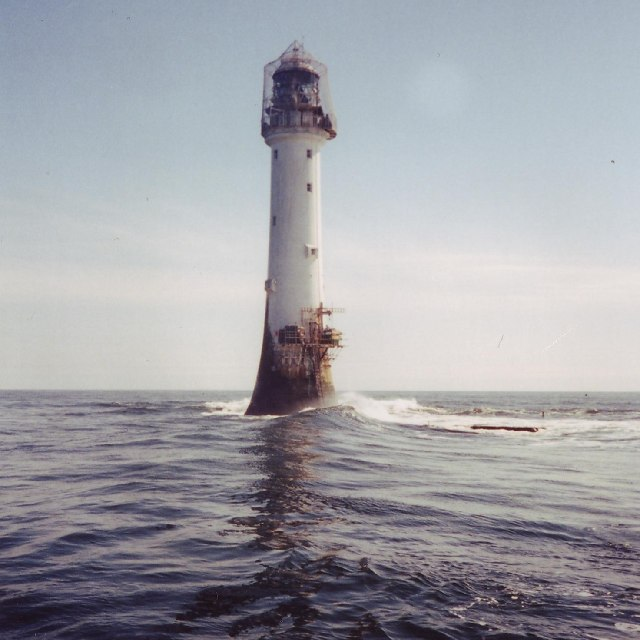
Bell Rock Lighthouse

### Navigatorische Bauten und Gerätschaften
- 209 Leuchttürme
- 162 Fahrwassertonnen
- 37 Baken/feste Seezeichen
- 4 Stationen für das Differenzsignal des Globalen Positionssystems
- 25 RACON-Stationen
- 1 GLA LORAN-Station

### Schiffe
Das NLB nutzt zwei Tonnenleger gleichzeitig auch als Leuchtfeuer-Versetzboote, die das Präfix NLV (Northern Lighthouse Vessel) benutzen.
- NLV Pole Star, im Dienst seit 2000
- NLV Pharos, im Dienst seit März 2007 und stationiert in Oban

## Commissioners
Die meisten der Commissioners wurden kraft ihres Amtes eingestellt. Die ersten Commissioners im Jahr 1786 waren schottische Gesetzesvertreter der Krone, die Sheriffs der schottischen Küstenregionen, die Oberbürgermeister (Lord Provost) und Bürgermeister (Provost) der schottischen Gemeinden mit Handelsinteressen.
Die derzeitigen Commissioners des Northern Lighthouse Board sind der Lord Advocate und sein Vertreter (Solicitor General for Scotland), die Oberbürgermeister von Edinburgh, Glasgow und Aberdeen, die Einberufer des Highland Council und des Argyll and Bute Council, alle Sheriffs Principal der Gerichtsbezirke und der Vertreter von der Isle of Man, ernannt vom Vizegouverneur der Isle of Man und bestätigt vom Innenministerium. Ferner gibt es bis zu fünf kooptierte Commissioners.

## Flaggen des NLB
Das Northern Lighthouse Board benutzt zwei Flaggen:
- einen Blue Ensign mit einem weißen Leuchtturm auf der freien Fläche
- einen White Ensign mit einem schwarzen Leuchtturm auf der freien Fläche, wobei die Unionsflagge ohne das St.-Patricks-Kreuz gezeigt wird. Dies ist die einzige Flagge im Vereinigten Königreich, die den Union Jack von vor 1801 zeigt. Die White Ensign wird nur auf Schiffen des NLB gehisst, wenn ein Commissioner an Bord ist.

Vor dem Hauptquartier des Northern Lighthouse Board wird die White Ensign (Commissioner’s flag) und die Flagge der Isle of Man gehisst.

Flagge des Northern Lighthouse Board (Blue Ensign)

Flagge des Commissioners des Northern Lighthouse Board (Commissioner’s Flag, White Ensign)